# Pero lasiocampodes
Pero lasiocampodes là một loài bướm đêm trong họ Geometridae.